# Letord 1
Le Letord 1 est un bombardier biplan de la Première Guerre mondiale.